# Берта Морізо
Берта Морізо (фр. Berthe Morisot; 14 січня 1841, Бурж — 2 березня 1895, Париж) — французька художниця, гравірувальниця та літографка, що входила до кола імпресіоністів.
Входить до Поверху спадщини Джуді Чикаго.

## Біографія

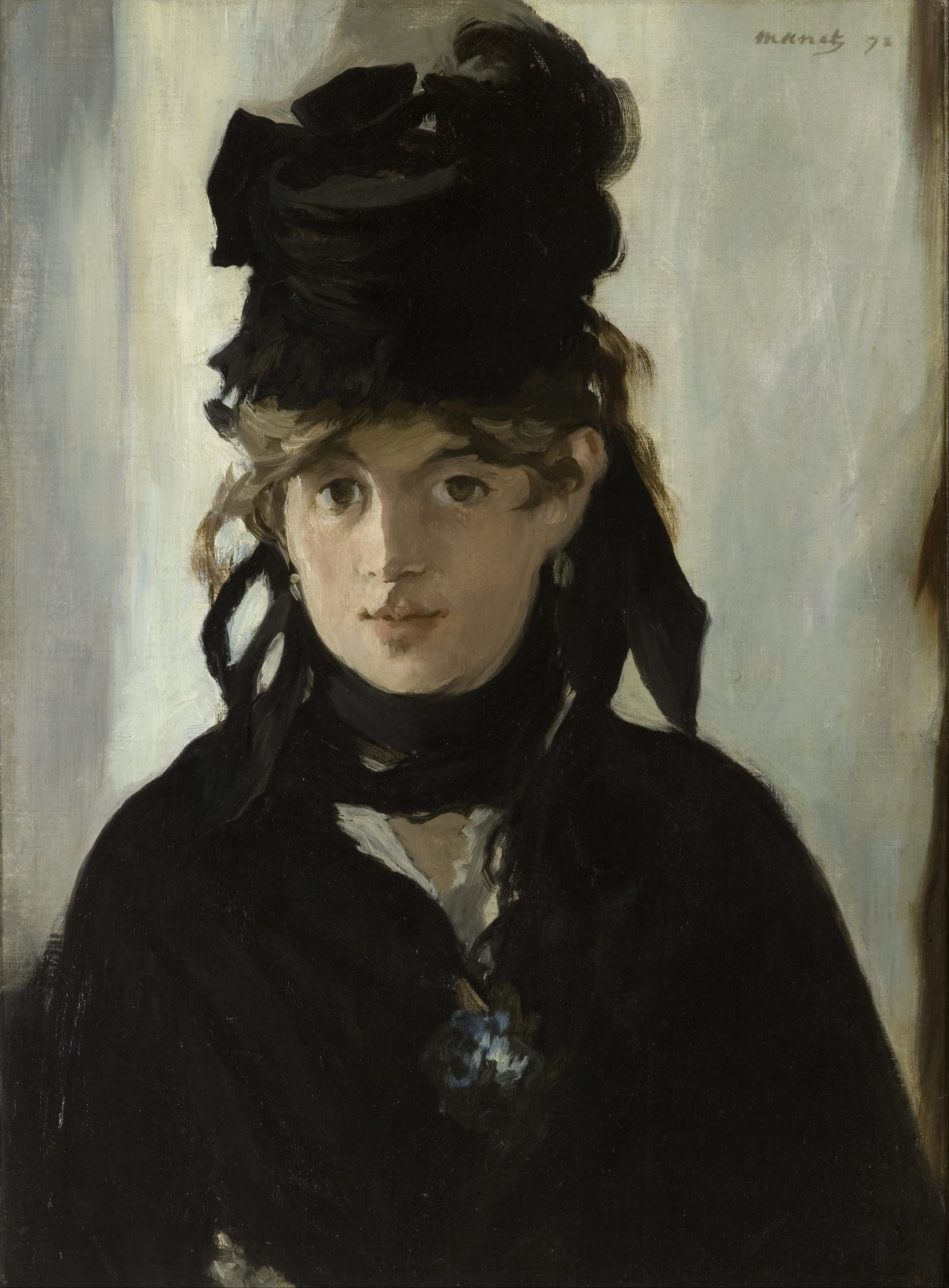
Портрет Берти Морізо пензля Едуара Мане

Народилася 14 січня 1841 року в місті Бурж, департамент Шер, в заможній родині з багатими культурними традиціями, до якої належав, зокрема, майстер стилю рококо Жан-Оноре Фраґонар, чиє мистецтво вплинуло на багато поколінь художників. У 20 років Берта зустрілася зі авторитетним ландшафтним живописцем Камілем Коро. Згодом вона та її сестра Едма Морізо́ стануть художницями. Її родина, після того як Берта визначилася з вибором професії, не перешкоджала її кар'єрі. Коро давав Берті та її сестрі Едмі приватні уроки живопису і познайомив їх з іншими живописцями; однак сестра залишила живопис незабаром після вступу в шлюб в 1869 році з морським офіцером Адольфом Понтійоном. Незважаючи на переїзд у Бретань, Едма морально підтримувала роботу сестри, їхні родини завжди залишалися в теплих стосунках.
1864 року Берта Морізо вперше виставила свої картини на одній з найпрестижніших художніх виставок Франції — Паризькому салоні, офіційній щорічній експозиції паризької Академії витончених мистецтв. Першими роботами, виставленими Морізо в рамках Паризького салону, були два пейзажі. Її роботи відбиралися для участі в шести Паризьких салонах поспіль, поки 1874 року вона не долучилася до групи «відхилених» імпресіоністів, створеної Сезанном, Дега, Моне, Піссарро, Ренуаром та Сіслеєм, і взяла участь в їхній першій виставці в студії фотографа Надара.
Того ж таки 1864 року Берта одружилася з Еженом Мане, братом художника-імпресіоніста Едуара Мане. Народила дочку Жулі Мане. Морізо мала тісні дружні стосунки з Едуаром Мане (на думку істориків, суто платонічного характеру). Ще на початку їхнього знайомства Едуар Мане звернувся до Морізо з проханням бути натурницею для його робіт, що було доволі незвично. Адже раніше натурницями ставали переважно біднячки, які нерідко були й коханками художників. Проте в останні десятиліття XIX ст. ситуація дещо змінилася, художники дедалі частіше працювали зі своїми родичами, родичками чи друзями. Аби зберігати необхідну відстань у стосунках, Морізо позувала Едуарові Мане лише в присутності своєї матері Марії Корнелії Тома. Загалом Мане відобразив Морізо на 11 олійних полотнах та на одній акварелі.
1892 року Берта Морізо мала першу персональну виставку в галереї «Буссо-е-Валадон», що відкрилася через кілька місяців після смерті її чоловіка. Дочкою Жулі після його смерті опікувалися Стефан Малларме та Огюст Ренуар, який навчав її живопису.
У лютому 1895 року Берта Морізо занедужала, 2 березня 1895 року померла від пневмонії. Більшість своїх полотен вона заповідала друзям-художникам: Дега, Моне та Ренуарові. Похована в склепі Мане на цвинтарі Пассі. На надгробку скромний напис: «Берта Морізо, вдова Ежена Мане».
У галереї Поль Дюран-Рюеля з нагоди першої річниці смерті Берти Морізо було організовано ретроспективу, на якій було представлено 394 твори художниці (олійні полотна, малюнки, акварелі).

## Вибрані полотна

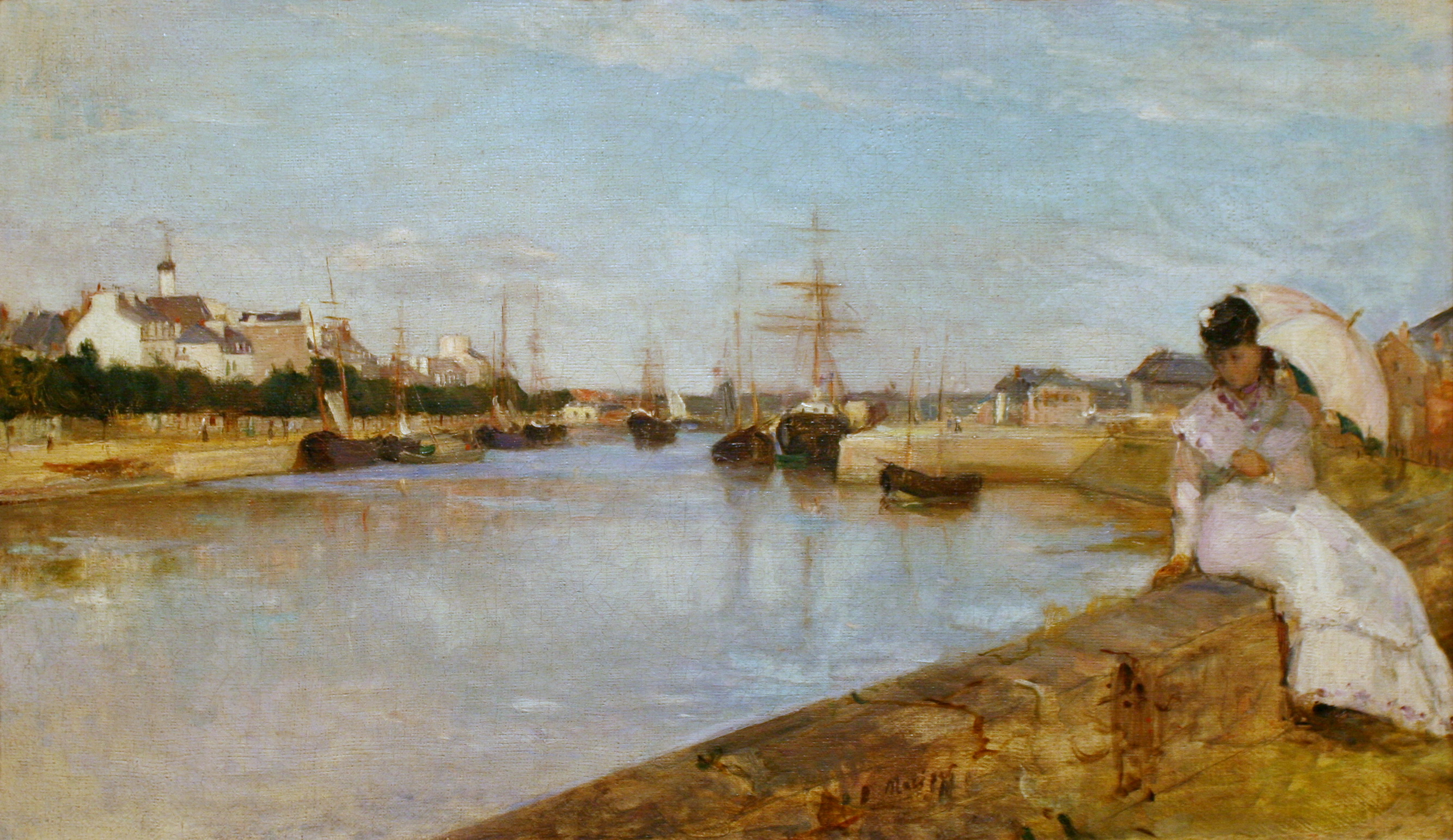
«Гавань у Лор'яні», (1869)
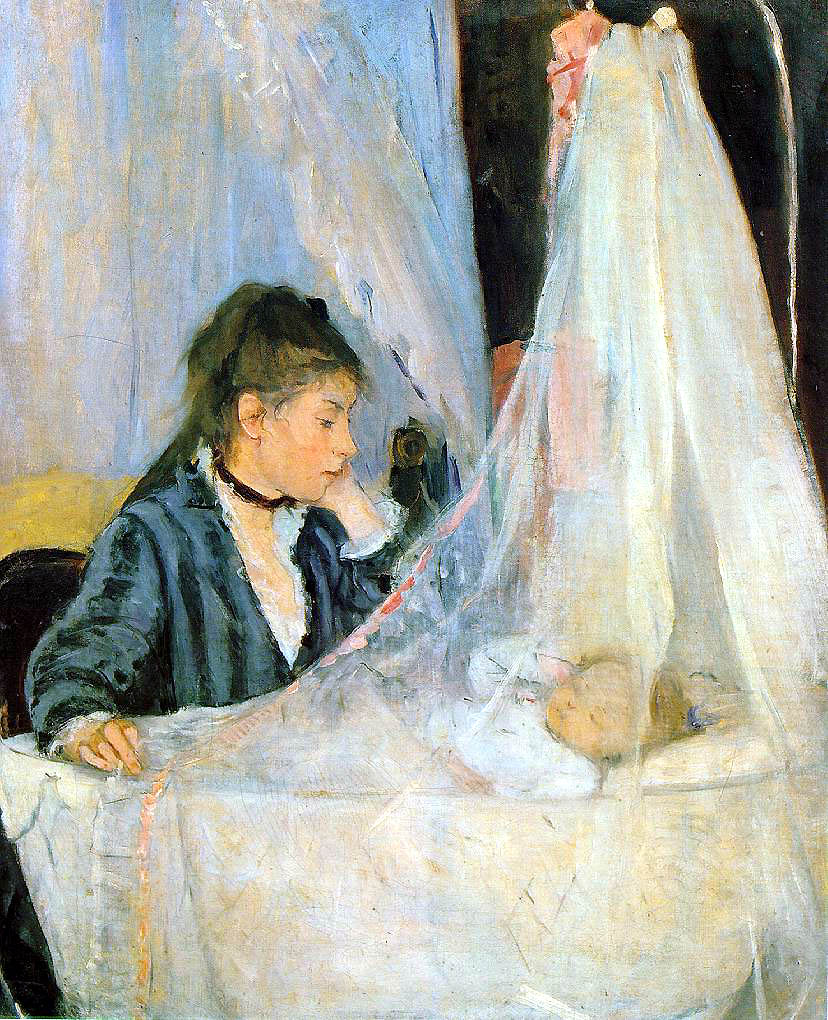
«Колиска», (1872)
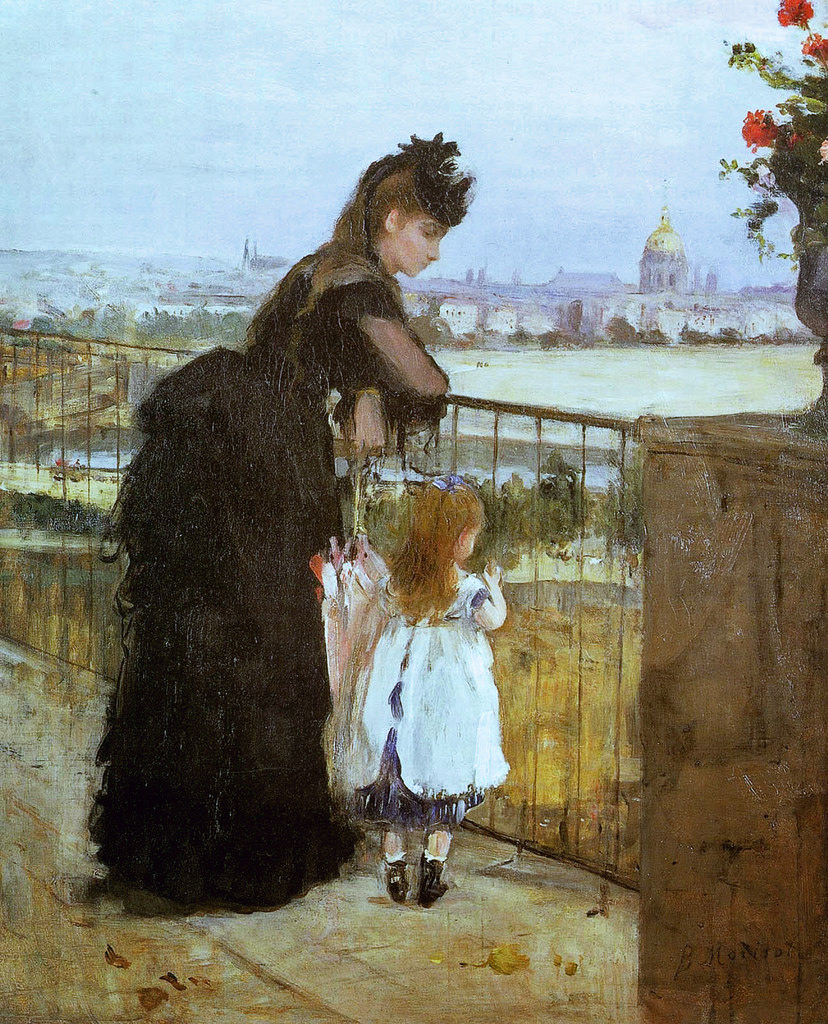
«Жінка та дитина на балконі», (1872)
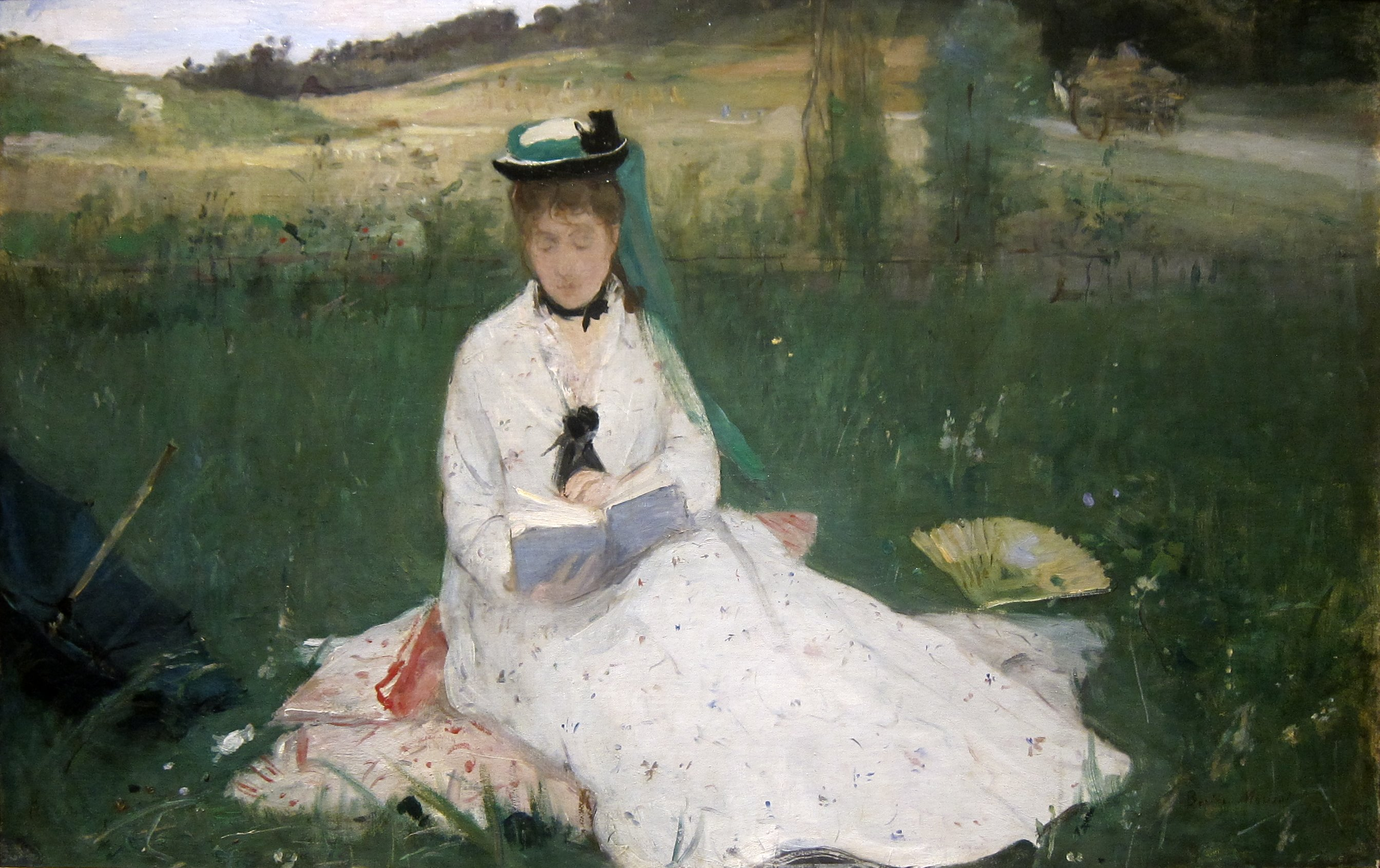
«Читання», (1873)
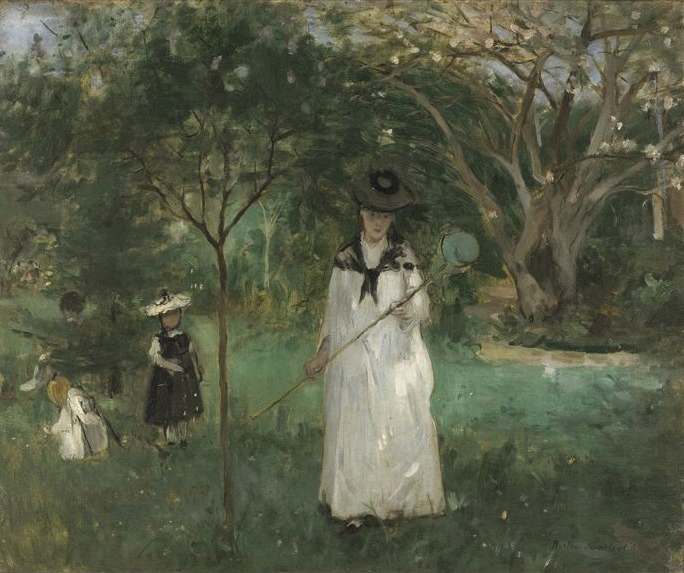
«Полювання на метеликів», (1874)
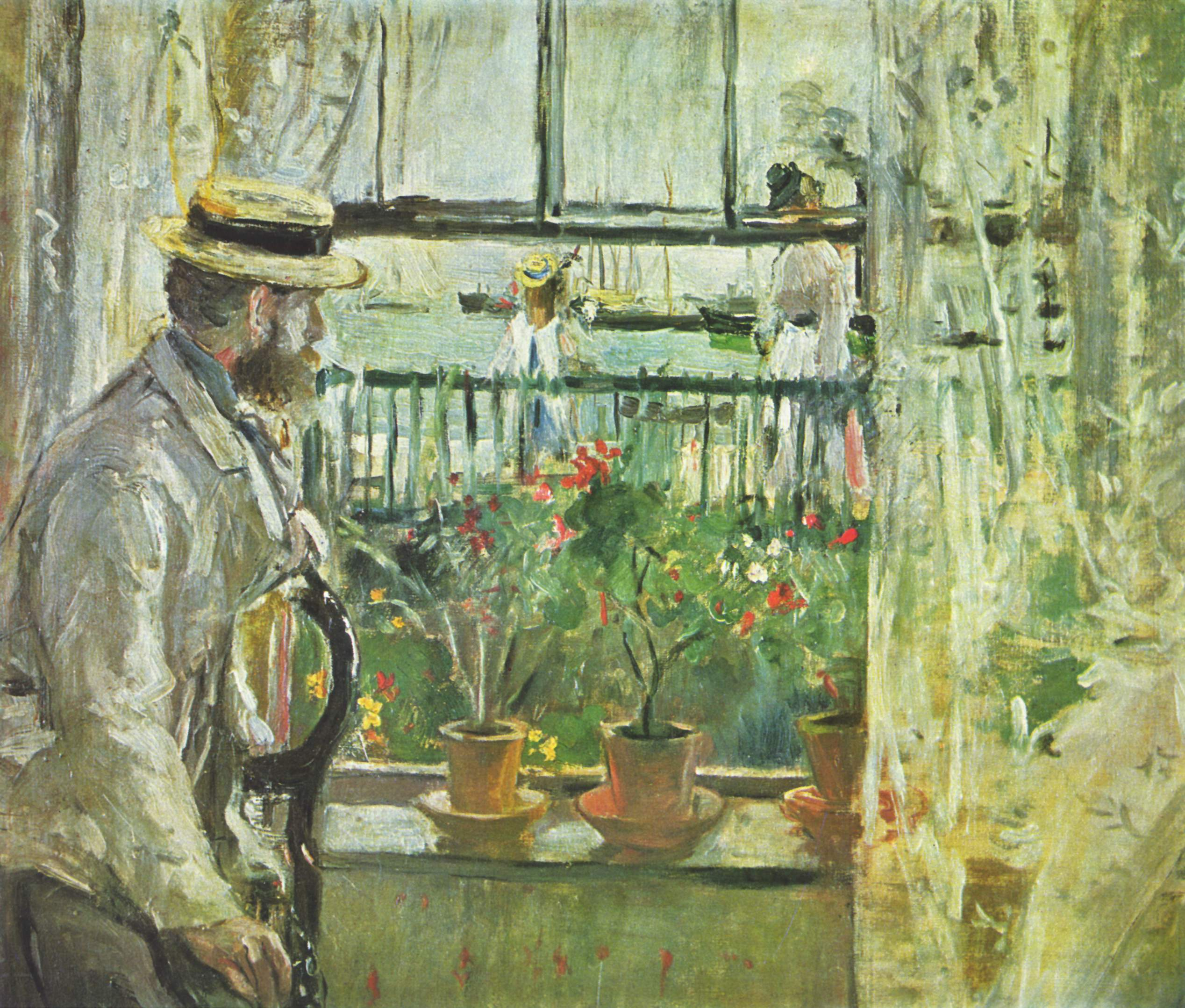
«Ежен Мане на острові Вайт», (1875)
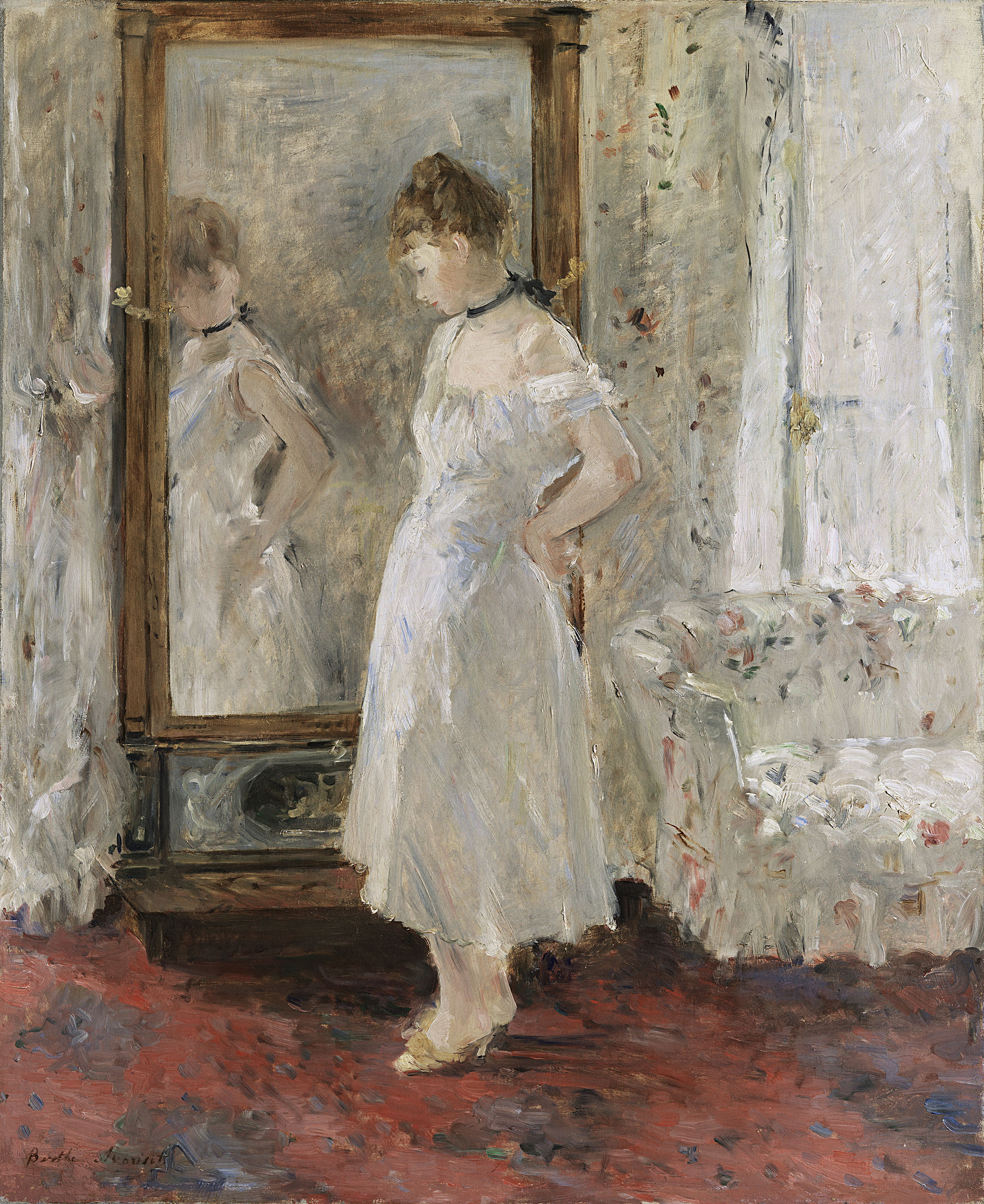
«Психея», (1876)
«Літній день», (1879)